# Secamone ecoronata
Secamone ecoronata är en oleanderväxtart som beskrevs av J. Klackenberg. Secamone ecoronata ingår i släktet Secamone och familjen oleanderväxter. Inga underarter finns listade i Catalogue of Life.